# Maite Cazorla
María Teresa Cazorla Medina (née le 18 juin 1997 à Las Palmas de Grande Canarie), plus communément appelée Maite Cazorla, est une joueuse espagnole internationale de basket-ball.